# Karl Eyerich
Karl Eyerich (* 5. Februar 1886 in Würzburg; † 17. Juli 1971 ebenda) war ein Sanitätsoffizier in drei deutschen Marinen. Wie wenige andere Marineärzte vereinigte er in sich truppen- und sanitätsdienstliche Erfahrungen mit schiffsärztlicher und klinischer Kompetenz.

## Leben
Als Einjährig-Freiwilliger trat Eyerich 1904 in die Preußische Armee. Danach studierte er Medizin an der Julius-Maximilians-Universität. 1905 wurde er Mitglied des Corps Moenania Würzburg.  In Hamburg wurde er 1951 auch Mitglied des Corps Lusatia Breslau.

### Kaiserliche Marine
Wiederum zunächst als Einjährig-Freiwilliger trat Eyerich 1911 in die Kaiserliche Marine und diente im Marinelazarett Kiel. Im Jahr darauf erhielt er im Ostasiengeschwader die ersten Bordkommandos, vor allem auf der Scharnhorst, zwischenzeitlich auf Luchs und Leipzig. Im Januar 1914 aus Fernost zurückgekehrt, wurde er bei der Marinestation der Ostsee z. b. V. gestellt und am 1. April 1914 auf die Königsberg versetzt. Nach dem Ausbruch des Ersten Weltkriegs kam er mit der Königsberg nach Deutsch-Ostafrika. Nachdem sich das Lieblingsschiff von Kaiser Wilhelm II. in auswegloser Lage im Rufiji-Delta selbst versenkt hatte, leitete Eyerich von Juli bis Dezember 1915 das Feldhospital Neu-Stieten. Gut acht Monate war er bis zum 8. August 1916 Bataillonsarzt bei der Schutztruppe in Daressalam. Als Chef eines anderen Feldlazaretts kam er am 21. August 1917 zum ersten Mal in (britische) Kriegsgefangenschaft.

### Reichsmarine
Beförderungen
- 8. Februar 1911 Marineunterarzt (Kaiserliche Marine)
- 13. Mai 1911 Marineassistenzarzt
- 6. Mai 1912 Marineoberassistenzarzt
- 12. April 1913 Marinestabsarzt
- 1. April 1925 Marineoberstabsarzt (Reichsmarine)
- 1. Februar 1930 Marinegeneraloberarzt
- 1. April 1932 Marinegeneralarzt
- 1. April 1934 Flottenarzt
- 1. Januar 1937 Admiralarzt (Kriegsmarine)

Am 5. Februar 1919 entlassen, wurde er für einige Monate z. b. V. der Marinestation der Nordsee gestellt. Nach drei Jahren beim Standortarzt Kiel wurde er vom 1. April 1922 bis zum 31. März 1924 an die Hautklinik der Universität Freiburg kommandiert.
Ab April 1924 leitete er für zwei Jahre das Marine-Lazarett Kiel, ab März 1926 für fünf Jahre das Marinelazarett Flensburg-Mürwik, wo er auch für die Marineschule, die Torpedo- und die Signalschule zuständig war. 1931 war er ein halbes Jahr Sanitätschef in der Inspektion Ausbildung und in der Inspektion Torpedos und Minen.

### Kriegsmarine
Von der Kriegsmarine übernommen, war er bis Oktober 1938 Leitender Sanitätsoffizier der Marinestation der Ostsee. Vom 1. November 1938 bis zum 25. Mai 1941 war er zum Oberkommando der Marine kommandiert. Bis Februar 1944 war er Chef des Marinelazaretts Bergen op Zoom, danach Chef des Marinelazaretts Marseille. Dort kam er am 26. August 1944 zum zweiten Mal in Kriegsgefangenschaft, aus der er 1945 entlassen wurde.